# مسعود خامنئي
مسعود خامئني حسيني خامنئي (بالفارسية: سید مسعود حسینی خامنه‌ای) هو أحد أبناء المرشد الأعلى الإيراني علي خامنئي، ويعرف أيضًا باسم "السيد محسن خامنئي" (بالفارسية: سید محسن خامنه‌ای). يعتبر شخصية دينية في إيران، ويحمل لقب "حجة الإسلام"، وَزوج أخت صادق خرازي، وَهو أيضًا صهر السيد محسن الخرازي (بالفارسية: سید محسن خرازی). وُلد وتلقى تعليمه في الحوزة العلمية في قم، ويشغل دورًا مؤثرًا في إدارة وتوثيق أعمال والده، حيث يدير "مكتب حفظ ونشر آثار القائد الأعلى". رغم هذا الدور البارز، لم يتقلد أي مناصب حكومية؛ حيث يمنع والده أبناءه عمومًا من تولي المناصب السياسية المباشرة، مع السماح لهم بالبقاء في الأوساط الدينية والثقافية.
يُعتبر مسعود أقل ظهورًا إعلاميًا من شقيقه مجتبى، الذي يتمتع بنفوذ أكبر في الأوساط السياسية والدينية. ورغم الشائعات التي تحدثت عن دعم المرشد لبعض أفراد أسرته، إلا أن المساعي الرسمية لا تزال تفضل التوازن داخل العائلة، للحفاظ على نهج غير رسمي في العلاقات السياسية لأفرادها.
الجدير بالذكر أن مسعود مرتبط من خلال الزواج بعائلة محسن خرازي، عضو مجلس الخبراء، مما يعزز صلاته بعائلات الشخصيات الدينية والسياسية في إيران.